# Сааков, Леонид Ишханович
Леони́д Ишха́нович Саа́ков (укр. Леонід Ішханович Сааков; 10 июня 1955, Баку, СССР — 19 мая 2008, Харьков, Украина) — советский футболист и украинский тренер, играл на позиции полузащитника. Мастер спорта СССР с 1980 года.

## Карьера

### Клубная
Леонид Сааков родился в Баку, в семье где в футбол играли все — отец, дядя, старший брат. С двух лет его брали с собой на игры, на тренировки, а уже в шесть лет он записался в футбольную секцию. В 1975 году дебютировал за «Хазар» из Сумгаита, далее играл в «Аразе» и «Дружбе», в составе которой его заметил главный тренер «Металлиста» Евгений Лемешко, который предложил ему переехать в Харьков, однако Сааков оказался в «Кубани». С 1980 по 1984 год играл в «Металлисте» из Харькова, с которым вышел в Высшую лигу, а также был финалистом Кубка СССР в 1983 году. После «Металлиста» играл за клубы низших дивизионов, среди которых было «Торпедо» из города Запорожье. В 1991 году находился в заявке «Ритма» из Белгорода, однако участия в играх не принимал. В 1993 году сыграл один матч за «Авангард (Мерефа)» из Мерефы в любительском чемпионате Украины.

### Тренерская
После окончания футбольной карьеры остался работать в футбольной школе «Металлиста», тренировал юных футболистов, игроков 1988 года рождения, с которыми дважды выходил в финальный турнирах юношеского чемпионата Украины. После выпуска этой возрастной группы Сааков летом 2006 года был приглашен в харьковскую команду «Арсенал» в качестве второго тренера.

## Достижения
«Металлист»
- Победитель Первой лиги (1): 1981
- Финалист Кубка СССР (1): 1983

## Смерть
Скончался в ночь с 18 на 19 мая 2008 года после продолжительной болезни.